# 클레망틴 셀라리에
클레망틴 셀라리에(Clémentine Célarié, 1957년 10월 12일 ~ )는 프랑스의 배우이다.

## 출연 작품
- 꿈꾸는 웨이터 (1983, Garçon !)
- 사랑할 때와 이별할 때 (1984)
- 베티 블루 (1986)
- 캥거루의 콤플렉스 (1986)
- 모래와 피 (1988)
- 인도 야상곡 (1989)
- 만세 아빠와 엄마가 이혼했다 (1991)
- 사베지 나이트 (1992)
- 중독된 사랑 (1993)
- Rose (1993)
- 레 미제라블 (1995)
- 룸 투 렌트 (2000)
- 로리스 하트 (2001)
- 헬 오브 어 데이 (2001)
- 죽어도 다시 한번 (2003)
- 빅토르 (2009)
- 휘슬러 (2009)
- 마린 (2011)
- 러브 인 비즈니스 클래스 (2013)
- 투 이즈 어 패밀리 (2016)